# Ченс (Меріленд)
Ченс (англ. Chance) — переписна місцевість (CDP) в США, в окрузі Сомерсет штату Меріленд. Населення — 330 осіб (2020).

## Географія
Ченс розташований за координатами 38°10′41″ пн. ш. 75°56′20″ зх. д. / 38.17806° пн. ш. 75.93889° зх. д. (38.178044, -75.938788).  За даними Бюро перепису населення США в 2010 році переписна місцевість мала площу 6,69 км², з яких 4,32 км² — суходіл та 2,37 км² — водойми.

## Демографія
Згідно з переписом 2010 року, у переписній місцевості мешкали 353 особи в 154 домогосподарствах у складі 104 родин. Густота населення становила 53 особи/км².  Було 262 помешкання (39/км²).
Расовий склад населення:
| - 79,0 % — білих - 18,7 % — чорних або афроамериканців - 0,6 % — азіатів - 0,3 % — корінних американців - 1,1 % — осіб інших рас |

До двох чи більше рас належало 0,3 %. Частка іспаномовних становила 0,6 % від усіх жителів.
За віковим діапазоном населення розподілялося таким чином: 14,7 % — особи молодші 18 років, 62,6 % — особи у віці 18—64 років, 22,7 % — особи у віці 65 років та старші. Медіана віку мешканця становила 51,1 року. На 100 осіб жіночої статі у переписній місцевості припадало 89,8 чоловіків;  на 100 жінок у віці від 18 років та старших — 87,0 чоловіків також старших 18 років.
Середній дохід на одне домашнє господарство  становив 58 159 доларів США (медіана — 66 250), а середній дохід на одну сім'ю — 67 300 доларів (медіана — 72 000). Медіана доходів становила 22 457 доларів для чоловіків та 58 958 доларів для жінок. За межею бідності перебувало 5,7 % осіб, у тому числі 0,0 % дітей у віці до 18 років та 0,0 % осіб у віці 65 років та старших.
Цивільне працевлаштоване населення становило 130 осіб. Основні галузі зайнятості: публічна адміністрація — 30,0 %, сільське господарство, лісництво, риболовля — 18,5 %, фінанси, страхування та нерухомість — 13,1 %, освіта, охорона здоров'я та соціальна допомога — 13,1 %.